# FTTH

Opcions de serveis amb fibra òptica.

La tecnologia de telecomunicacions FTTH (de l'anglès Fiber To The Home), també coneguda com a fibra fins a la llar, es basa en la utilització de cables de fibra òptica i sistemes de distribució òptics adaptats a aquesta tecnologia per a la distribució de serveis avançats, com el Triple Play, telefonia, Banda ampla i televisió, a les llars i negocis dels clients. Es tracta del nom d'una tecnologia competidora de les tecnologies xDSL que porta la fibra òptica fins a casa del client. Els costos de desplegament d'aquesta tecnologia són molt elevats i no es justifica més que a les zones denses on la taxa de penetració serà elevada.
Aquesta tecnologia defineix un tipus d'infraestructura de comunicació que permet l'accés a Internet i als serveis associats a la banda ampla de més de 2 gigabit/s en cada sentit, o sigui 100 vegades superior a les tecnologies suportades sobre el parell de coure telefònic. Comparable al coaxial en la seva instal·lació, ja que requereix la costosa col·locació de fibres fins a casa del client, l'FTTH és principalment utilitzat a les zones urbanitzades. La tecnologia és tanmateix ben adaptada a les zones rurals, ja que la fibra òptica ofereix l'avantatge de poder transportar el senyal sense degradació sobre llargues distàncies, contràriament al parell de coure.
La implantació d'aquesta tecnologia està prenent força, especialment en països com els Estats Units i el Japó, on molts operadors redueixen la promoció de serveis ADSL en benefici de la fibra òptica amb l'objectiu de proposar serveis molt atractius de banda ampla per a l'usuari (música, vídeos, fotos, etc.)
La infraestructura de fibra és una garantia de satisfacció en termes d'ús, permetent que els membres d'una llar puguin simultàniament fer servir el telèfon, navegar per Internet i veure una pel·lícula en alta definició per exemple.

## Arquitectura

FTTH P2P

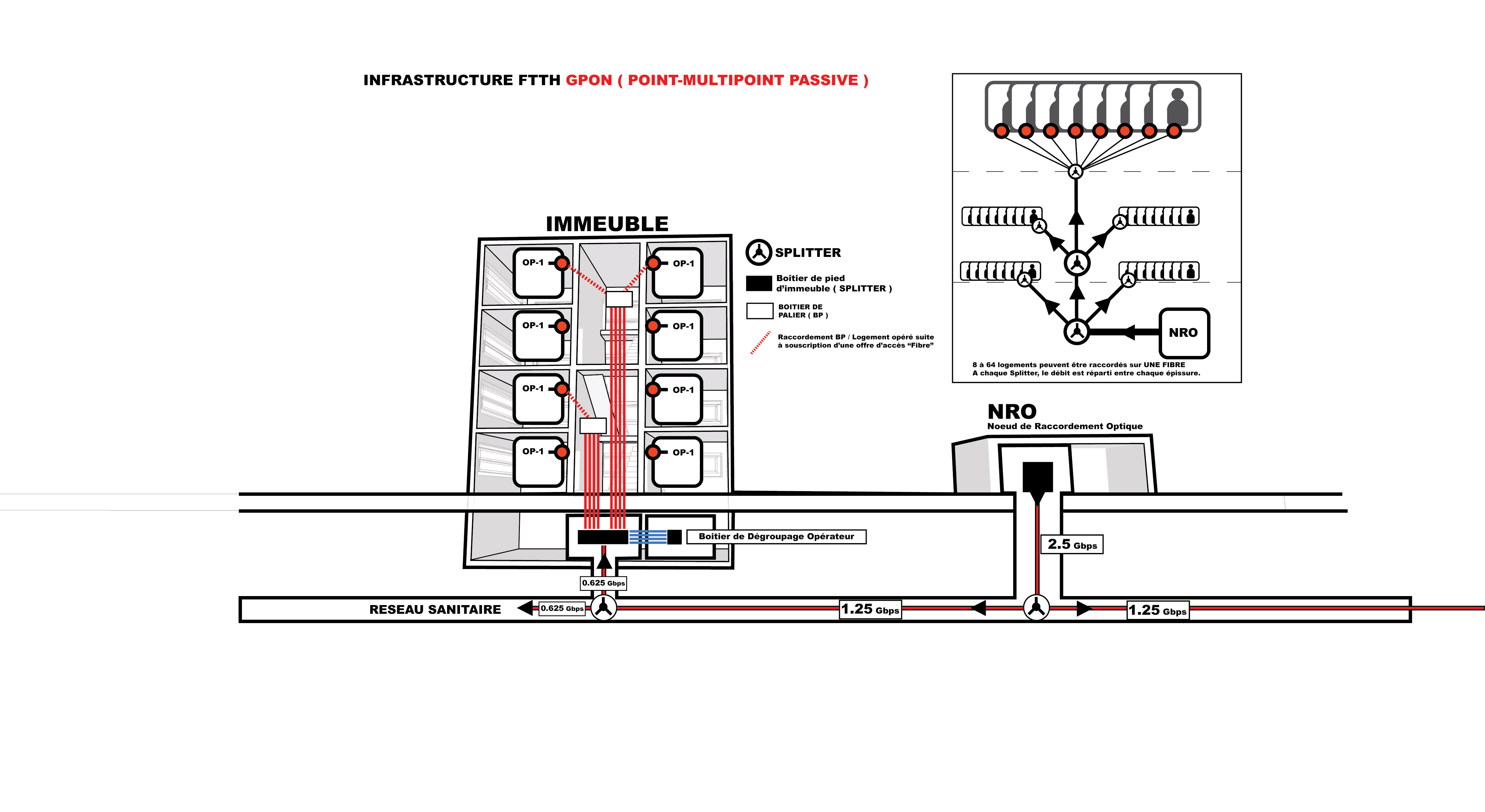
GPON

Hi ha diverses arquitectures d'anar des del punt tècnic de l'operador (o punt de presència o node de connexió òptica) fins al client (FTT): 
- P2P: Punt a Punt Passiu. Cada client té la seva pròpia fibra entre el nus de la xarxa i la llar en la mateixa línia que la xarxa telefònica de coure.
- PON (Passive Optical Network) o punt a multipunt passiu 
  - EPON: (Ethernet PON, la xarxa és Ethernet d'extrem a extrem
  - APON  ATM PON: La xarxa de transport de nivell 2 utilitza l'ATM
  - BPON (Broadband PON) PON de banda ampla: Protocol ATM
  - GPON (Gigabit PON)
  - WDM-PON Multiplexació per longitud d'ona

La tecnologia FTTH fa arribar la fibra òptica fins al domicili de l'usuari. La xarxa d'accés entre l'abonat i l'últim node de distribució pot realitzar-se amb una o dues fibres òptiques dedicades a cada usuari (una connexió punt a punt que resulta una topologia en estrella, P2P) o a una xarxa òptica passiva (de l'anglès Passive Optical Network, PON) que usa una estructura arborescent amb una fibra en el costat de la xarxa i diverses fibres en el costat usuari.
- Les arquitectures basades en un divisors òptics passius es defineixen per no tenir elements electrònics actius al bucle, l'element principal del qual és el dispositiu divisor òptic (splitter) que, depenent de la direcció del feix de llum divideix el feix entrant i el distribueix cap a múltiples fibres o el combina dins d'una mateixa fibra. La filosofia d'aquesta arquitectura es basa doncs a compartir els costos del segment òptic entre els diferents terminals, de manera que es pugui reduir el nombre de fibres òptiques. Així, per exemple, mitjançant un splitter òptic, un senyal de vídeo es pot transmetre des d'una font a múltiples usuaris.
- La topologia en estrella proveeix 1 o 2 fibres dedicades a un mateix usuari, proporcionant el major amplada de banda però requerint cables amb major nombre de fibres òptiques a la central de comunicacions i un nombre més gran d'emissors làser en els equips de telecomunicacions.

## Disponibilitat

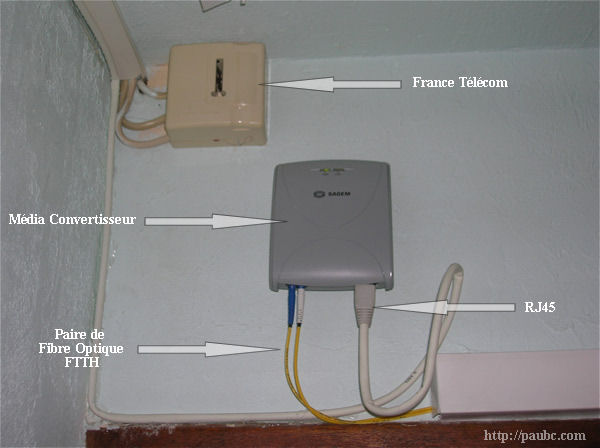
Instal·lació de fibra òptica a una casa particular

### EUA
Als Estats Units destaca la companyia de telecomunicacions Verizon, amb inversions superiors als 60.000 milions de dòlars fins al 2010, buscant passar a 14 milions de llars amb FTTH; SBC, amb una inversió de 6.000 milions de dòlars en els pròxims 5 anys, per passar 18 milions de llars amb FTTH; i BellSouth, amb una inversió de 3.500 milions de dòlars en els pròxims 5 anys per passar 8 milions de llars connectades.

### Japó
Al Japó, on la taxa de penetració de la banda ampla assoleix ja al 40% de la població, hi havia ja més de 3 milions de llars connectades a FTTH a mitjan 2005, i les previsions apunten als 30 milions de clients per a 2010, on companyies destacades com NTT han anunciat 38 Bn€ d'inversió amb l'objectiu d'assolir aquesta meta.

### Europa
- A França, Free[1] ha anunciat el seu projecte de FTTH i ha comprat Cité Fibre, que ja ofereix fibra òptica fins a la llar a una velocitat de 100Mbps i oferint serveis de Triple Play amb un desplegament inicial per diferents districtes de París a través de la companyia Nicominvest, mentre que France Telecom té intenció de desplegar la seva pròpia xarxa de fibra òptica. Encara que a França, el 2009, la major part de clients de xarxes de banda molt ampla són en FTTB, per Numericable. Els operadors esperen a la legislació sobre la 'mutualització' de les fibres abans de fer més FTTH.
- Als Països Baixos els habitants de la ciutat de Nuenen han construït la seva pròpia infraestructura de FTTH de 100Mbps simètrica, tractant-se de la primera alternativa d'aquest tipus a Europa respecte als models d'operadors tradicionals de telecomunicacions. KPN Telecom es prepara per estendre la seva xarxa de fibra òptica pels Països Baixos i Alemanya amb un mercat potencial de més de 25 milions de clients.
- Al Regne Unit la companyia NTL està realitzant les proves necessàries per poder oferir als seus clients connexions de 100 Mbps als seus clients mitjançant el desplegament d'una xarxa FTTH pel país.
- A Espanya, Telefónica va realitzar les primeres proves de camp a Pozuelo de Alarcón i Campamento (Madrid),[2] assolint velocitats de 50Mbps. Des del 26 d'agost de 2008, Telefónica ja ofereix comercialment quatre paquets Triple Play sobre la seva xarxa FTTH.[3] Des de 2005 s'està desplegant la primera xarxa de fibra fins a la llar a la zona de les valls mineres del Principat d'Astúries. Una inversió de capital merament públic mitjançant la qual es pretén aconseguir una reconversió de les zones mineres ja deprimides des de fa anys per la decadència del sector. Es tracta del primer projecte d'aquestes característiques a Espanya, i s'ha creat una empresa pública, el Gestor de Infraestructuras Públicas de Telecomunicación del Principado de Asturias S.A. Arxivat 2009-08-07 a Wayback Machine. (GIT), que s'encarrega de gestionar aquesta xarxa d'FTTH i possibles futures infraestructures públiques. El 13 de novembre del 2008, la Comissió del Mercat de les Telecomunicacions va autoritzar a Telefónica a comercialitzar aquest servei, després de verificar el seu correcte funcionament.
- A Andorra STA[4] va realitzar les primeres proves pilot a finals del 2007, que van servir com a punt de partida per a una cobertura a totes les llars andorranes per a l'any 2010. Des del maig del 2008 està comercialitzant la FTTH amb velocitats de fins a 100 Mbps amb serveis de Triple Play.

### Corea del Sud
Corea és el país del món amb major penetració de banda ampla, amb un 31,4% d'implantació en llars el 2007. El llançament de "lu-Korea vision" pretén posicionar Corea a l'avantguarda mundial i les primeres ofertes comercials d'FTTH es van produir ja l'abril del 2005.

### Amèrica del Sud
A Xile, des de finals del 2004, l'empresa GTD-Manquehue ja ofereix el servei FTTH de 100 Mbps simètrics a alguns barris de Santiago. A més va acompanyat de dues línies de Telefonia IP il·limitades.
Al sud de Xile, l'empresa Telefonica del Sur ofereix serveis de televisió digital i internet mitjançant el sistema de Fibra òptica a la cantonada. (FTTN)
S'espera que el 2009 tots els operadors estiguin canviant a FTTH i deixant l'ADSL.
A Colòmbia l'operadora UNE EPM Telecomunicaciones està avaluant l'opció d'FTTH o FTTN per donar velocitats superiors a 30mbps.
En alguns sectors de la capital colombiana Bogotà, FTTH ja està habilitat oferint velocitats des de 40 Mbps en aquests sectors.